# Gnaphosa badia
Gnaphosa badia är en spindelart som först beskrevs av Ludwig Carl Christian Koch 1866.  Gnaphosa badia ingår i släktet Gnaphosa och familjen plattbuksspindlar. Inga underarter finns listade i Catalogue of Life.